# イザベル・ゲラン
イザベル・ゲラン（Isabelle Guérin、1961年5月6日 - ）は、フランスのバレエダンサーである。6歳頃にバレエを始め、パリのコンセルヴァトワールを経て1977年にパリ・オペラ座バレエ学校に入学した。1978年、17歳でパリ・オペラ座バレエ団に入団し、1985年にエトワールに任命された。シルヴィ・ギエム、エリザベット・プラテルなどと並んで「ヌレエフ世代」を代表するエトワールであり、同じくヌレエフ世代のローラン・イレールとのパートナーシップも評価が高かった。2001年にパリ・オペラ座のエトワールの座を降り、2004年に踊りを1度辞めた。2014年8月に12年ぶりに舞台に復帰し、2015年には世界バレエフェスティバルに出演している。夫はニューヨーク・シティ・バレエ団でバレエ・マスターを務めるジャン＝ピエール・フロリッシュ（Jean-Pierre Frohlich）。

## 経歴

### 初期のキャリアから最初の引退まで
セーヌ＝サン＝ドニ県ロニー＝スー＝ボワで生まれ、イヴリーヌ県ランブイエで育つ。父は婦人服ブランドで働いていて母は主婦、兄と姉が1人ずついた。ゲラン自身によれば、家族の中には芸術にかかわりのある者は1人もいなかった。
バレエを始めたのは、6歳頃のことだった。近くにあったバレエ教室に姉が通っていたので、「子供の趣味」くらいの軽い気持ちで始めたという。舞台に立つことが好きで、特に「何かを演じる」ということを好んでいたため、バレエの世界には踊りと演技の双方があると感じていた。その頃にバレエコンクールで入賞した経験が、ゲランをバレエダンサーへの道に進ませる契機となった。
バレエに本格的に取り組もうと決意したのは、14歳のときであった。ゲランの決意を両親も尊重し、応援してくれた。ただし、当時のゲランの年齢ではパリ・オペラ座バレエ学校に入学するには遅すぎた。そこでパリのコンセルヴァトワールに入学して、クリスティアーヌ・ヴォサールの指導を受けた。コンセルヴァトワールには2年間通い、最優秀の成績で卒業した。コンセルヴァトワールを最優秀で卒業すると、パリ・オペラ座バレエ学校最終学年への編入試験を受けることが可能だった。ゲランは編入試験に合格して、パリ・オペラ座バレエ学校で1年間学んだ。
卒業後にパリ・オペラ座バレエ団の入団試験を受けて、1978年に17歳でコール・ド・バレエの一員としてバレエ団に入団した。初めてソリストの役を割り当てられたのは、1982年に上演された『眠れる森の美女』（ロゼラ・ハイタワー演出）でカラボス役を踊ったときであった。ハイタワーは当時のパリ・オペラ座バレエ団芸術監督でもあり、ゲランをいくつかの作品でキャストに起用したが、それは特別なこととは感じなかったという。
ゲランにとっての大きな転機は、1983年にルドルフ・ヌレエフがパリ・オペラ座バレエ団芸術監督に就任したことであった。ヌレエフは就任後、ゲランを始めとする若手ダンサーたちを積極的に登用し、舞台で踊る機会を与えた。ヌレエフはスタジオで直接ゲランを指導し、『ドン・キホーテ』、『白鳥の湖』（いずれもヌレエフ振付）で主役に起用した。ヌレエフはさらに彼自身が座長を務める「ヌレエフ&フレンズ」のようなグループ公演への参加を勧め、ゲランに世界各地で踊る機会も与えた。
ヌレエフの就任とその後の活動はパリ・オペラ座の旧来の方針を覆すものであったため、パリ・オペラ座バレエ団の内部はゲランなどのようにそのやり方を受け入れる若い世代と以前からの方針を引き継ごうとする年長者の世代とに二分された。後にゲランは当時を回顧して「私たち若い世代にとってヌレエフは素晴らしい存在でした。（中略）彼は私たちに厳しかったし、言い争ったこともあります。でも私たちがいまも生き続けているのは彼のおかげです。人々が私たちのことを忘れないのは、彼によって育てられたとても力強い世代だからです」と感謝の念を述べていた。
1984年にプルミエール・ダンスーズに昇進し、同年の第1回パリ国際舞踊コンクールでローラン・イレールと組んでともに銀メダルを受賞した。1985年11月2日、『白鳥の湖』（ヴラジーミル・ブルメイステル版）のオデット＝オディールを踊り、終演後にヌレエフからイレールと同時にエトワールに任命された。イレールは同じくヌレエフ世代であり、2人のパートナーシップは評価が高かった。
ヌレエフはゲランとイレールを重用し、重要な役を与えた。ヌレエフの念願は『ラ・バヤデール』をパリ・オペラ座バレエ団で上演することであったが、財政と組織上の理由から公演の実現は1年先延ばしになっていた。ヌレエフの病状は悪化の一途をたどり、結局1992年の『ラ・バヤデール』が遺作となった。この作品で、ゲランはヒロインのニキヤ（神殿の舞姫＝バヤデール）の初演者となった。相手役のソロル（領主に仕える戦士）はイレール、ガムザッティ（ニキヤの恋敵で領主の姫）はエリザベット・プラテルが踊り、これはヌレエフが最も望んでいたキャストであった。ゲランは『ラ・バヤデール』について「私にとってとても大切なバレエです」と述懐し、ヌレエフ自身がパリ・オペラ座で『ラ・バヤデール』を上演するという夢をかなえることができたことを感謝していた。『ラ・バヤデール』は好評を持って迎えられ、DVDでもゲランとイレールが踊る映像が収録された。
パリ・オペラ座には2001年まで在籍し、最後の舞台は『マノン』（ケネス・マクミラン振付）だった。当時40歳のゲランはその後2年間パリに滞在し、パリ・オペラ座やいくつかのガラ公演にゲストとして舞台に立つこともあった。2004年にニューヨークに移住し、この時に舞台人としてのキャリアを1度終えた。

### 舞台への復帰
1度は舞台から退いて踊りからも遠ざかっていたゲランだったが、背中を傷めたときにバー・レッスンを再開したところ体の具合が復調した。ゲランはもう一度舞台に立つことを願うようになったが、かつて踊っていた『白鳥の湖』や『ドン・キホーテ』のような作品ではなく「もっとエモーションを秘めた作品」を踊りたいというものであった。
その頃マニュエル・ルグリとパリで再会し、「舞台に復帰して一緒に踊ろう」という話が出た。ルグリはパリ・オペラ座でゲランと多く共演し、『マノン』、『ルビー』（ジョージ・バランシン振付）、『ノートルダム・ド・パリ』（ローラン・プティ振付）などの作品を踊っていた。ルグリはゲランが40歳（当時のパリ・オペラ座バレエ団の定年）でパリ・オペラ座の舞台から去ったのは早すぎたとずっと思っていた。
ゲラン自身によると、復帰の話は「最初は冗談みたいなもの」であった。振付家のパトリック・ド・バナが「何か特別な作品、演じられるような作品があるなら復帰したい」というゲランの要望を容れて、彼女とルグリのために『フェアウェル・ワルツ』という作品を振りつけてくれた。
『フェアウェル・ワルツ』はフレデリック・ショパンとジョルジュ・サンドの物語をベースにした作品で、2014年8月に上海で初演された。ゲランは当時のことを「長い年月の後、再び立った舞台は本当に素晴らしいものでした。（中略）自分が成熟したうえで戻ってきて、エモーショナルな作品を観客に差し出すことができる。本当に素晴らしいことです」と語っていた。
上海での舞台が終わった後、共演したダンサーたちが「この新しい舞台を日本に持っていくべきだ」と勧めてくれた。それを受けて、2015年夏に東京で開催された第14回世界バレエフェスティバル（Aプログラム）で、ゲランとルグリはこの作品を披露して好評を博した。文芸評論家の三浦雅士はゲランとの対談で『フェアウェル・ワルツ』について「とても悲しく、とても胸を打つ」との感想を伝えた。
将来についてゲランは「みんなから『踊るのを止めないで』と言われますが、先のことはわかりません。（中略）マニュエルはとても忙しいし、自分にふさわしいパートナーを見つけなければいけないわけですから。でも、私はいまこの瞬間を楽しんでいます」と語っている。

### レパートリーと評価
ゲランは芸域の広いダンサーで、強靭なテクニックと華やかな存在感をあわせ持っている。クラシック・バレエとコンテンポラリー作品の双方を踊りこなし、クラシック・バレエでは踊り演じる役柄に新鮮な生気を与え、コンテンポラリー作品では明るさと情感の両面を見せた。評論家のジェラール・マノニは1994-1995年シーズンのゲランについて「その溌剌とした、自在なダンスの安定感は去年までは見られなかったものである」と高い評価を与えた。
ゲランの多彩なレパートリーと優れたテクニックはヌレエフとの出会いに多くを負うもので、彼女自身も「私にとって一番輝かしい時代が始まった」と発言していた。当時40代後半に差しかかっていたヌレエフは自ら舞台に立つほかに、若手ダンサーの起用と指導を積極的に手がけ、ウィリアム・フォーサイスのような新進気鋭の振付家をパリ・オペラ座に招いて仕事をさせたり、たくさんの作品をレパートリーに加えたりとさまざまな試みを実践した。ヌレエフはゲランを始めとする若いダンサーたちにたくさんの作品を踊らせた。その中には踊って楽しかったものもあれば、あまり好きになれないものもあったというが、ヌレエフは「いますべてを踊っておけば、将来これを踊るべきか否か判断できるようになる」と諭した。ゲランは後にヌレエフの言葉が正しかったことを認めて「私が舞台に立つのはその振付とともに舞台に立ちたいと思うからなのだということがわかってきました。（中略）踊りたい作品を踊ることで、百パーセント以上のエネルギーを舞台で出しきることが重要なのです」と述べていた。
主な初演作品では、キャロル・アルミタージュ（en:Karole Armitage）の『GV10』（1984年）、ヌレエフの『シンデレラ』（1986年、義理の姉役）、フォーサイスの『イン・ザ・ミドル・サムホワット・エレヴェイテッド』（1987年）、トワイラ・サープの『ゲームのルール』（1989年）、アンジュラン・プレルジョカージュの『ル・パルク』（1994年）などがある。1988年にパヴロワ賞、1993年にはブノワ賞を受賞した。

### 私生活
夫はニューヨーク・シティ・バレエ団でバレエ・マスターを務めるジャン＝ピエール・フロリッシュである。2人の出会いは、フロリッシュがジェローム・ロビンズ作品の指導のためにオペラ座に来たことだった。ゲランとフロリッシュの間には一女がいる。
ゲランが2004年にアメリカ合衆国への移住を決意したのは、夫のフロリッシュがアメリカ人でニューヨークに生活の拠点を置いていたためだった。それに当時4歳の娘も、英語を覚える必要があった。ゲランが一度舞台から退いたのは、娘と一緒に過ごし、その成長を見守ることが何よりも重要だったので、頻繁に旅に出るような生活を避けたためだという。